# Spešov
Spešov település Csehországban, a Blanskói járásban. Spešov Rájec-Jestřebí, Černá Hora, Blansko és Ráječko településekkel határos. Lakosainak száma 662 fő (2024. január 1.).

## Népesség
A település lakosságának változását az alábbi diagram mutatja:
| Lakosok száma | 359  | 445  | 471  | 599  | 596  | 615  | 653  | 650  | 625  | 662  |
|               | 1869 | 1900 | 1921 | 1961 | 1980 | 2011 | 2016 | 2019 | 2021 | 2024 |